# Quzhou Airport
Quzhou Airport (kinesiska: 衢州机场) är en flygplats i Kina. Den ligger i provinsen Zhejiang, i den östra delen av landet, omkring 190 kilometer sydväst om provinshuvudstaden Hangzhou.
Runt Quzhou Airport är det tätbefolkat, med 442 invånare per kvadratkilometer. Närmaste större samhälle är Quzhou, 3,0 km väster om Quzhou Airport. Runt Quzhou Airport är det i huvudsak tätbebyggt.
Genomsnittlig årsnederbörd är 2 542 millimeter. Den regnigaste månaden är juni, med i genomsnitt 518 mm nederbörd, och den torraste är oktober, med 41 mm nederbörd.